# Johanna Küstner
Johanna Fröbel, geborene Küstner (* vermutlich 1820; † 1888) war gemeinsam mit ihrem Mann Karl Friedrich Fröbel für die Leitung der Hamburger Hochschule für das weibliche Geschlecht zuständig. 

## Leben

### Jugend
Johanna Küstner war die Tochter eines Schuldirektors und im Jahr 1848/49 eine Schülerin Friedrich Fröbels in Dresden. Sie besuchte eine Lehrer- und Erzieherversammlung in Rudolstadt und ihr dortiger Redebeitrag sorgte für Aufregung, da sie sich für die Fähigkeit der Frauen einsetzte, Philosophie zu studieren. Diese Meinung erregte Aufsehen bei den meist männlichen Anwesenden.

### Ehe mit Karl Fröbel
Im Rahmen ihrer Lehre bei Friedrich Fröbel lernte sie seinen Neffen Karl kennen und lieben. Die beiden heirateten offenbar 1849.

### Das Hochschul-Projekt
Gemeinsam mit ihrem Mann zog Johanna Fröbel nach Hamburg, um dort die „Hochschule für das weibliche Geschlecht“ zu leiten, die am 1. Januar 1850 eröffnet wurde.
Johanna übernahm dabei die Rolle der Pensionsleiterin. Sie arbeitete zunächst als unentgeltlich mitarbeitende Ehefrau, bis sie sich im Januar 1851 beklagte, dass sie „… um die Gründung der Anstalt zu erleichtern, meine Kräfte ein Jahr umsonst gewidmet habe, u. das Einzige, was ich in meinem Vermögen besitze, mein Silber u. meine Wäsche der Anstalt geliehen habe“. Daraufhin erhielt sie einen Arbeitsvertrag und 300 Courant Mark Lohn im Jahr.
Johannas ursprüngliche Ideen, die Schülerinnen der Hochschule betreffend, entpuppten sich im Laufe der Zeit als nicht richtig. Während sie sich vorgestellt hatte, für junge Mädchen im ungefähren Alter von 15 Jahren eine Pensionsmutter zu verkörpern, musste sie schnell merken, dass die meisten der Lernenden junge Frauen um die 30 waren, wie sie selbst. 
Aus unbekannten Ursachen musste Johanna für einige Zeit die Hochschule verlassen. Entweder hatte sie selbst nach schwerer Schwangerschaft eine Kur angetreten, oder sie begleitete eine minderjährige Schülerin zur Kur. In dieser Zeit übernahm Malwida von Meysenbug, vier Jahre älter als Johanna, deren Stellung an der Hochschule und aufgrund der Unterstützung, die sie von Emilie Wüstenfeld erhielt, entwickelte sich daraus eine Konkurrenzsituation zwischen den beiden Frauen. Über viele scheinbar private Streitigkeiten konnte das Ehepaar Fröbel bald nicht mehr hinwegsehen und verabschiedete sich deshalb 1852 von der Hochschule, die im selben Jahr geschlossen wurde.